# Petição de herança
Este tipo de petição, compete a quem é herdeiro, mas não foi declarado na sucessão, ou seja, há possibilidade de algum herdeiro não ser relacionado ou trazidos ao inventário e à partilha por uma série de razões. E quando, já aberta a sucessão, o herdeiro que ficou fora, prosseguirá com a petição de herança. E assim, poderá concorrer à está, entretanto, cabe a este recorrer via judicial para ser definido como herdeiro e, consequentemente, obter a parcela que lhe cabe no patrimônio do “de cujus”. Sendo está prevista no artigo 1.824 do Código Civil, que dispõe que o herdeiro pode, em ação de petição de herança, demandar reconhecimento de seu direito sucessório, para obter a restituição da herança, ou de parte dela, contra quem, na qualidade de herdeiro, ou mesmo sem título, a possua. A ação é concernente tanto à sucessão legítima como à testamentária. Entretanto caberá a este comprovar a sua capacidade de herdeiro. E, ainda, os bens devem pertencer à acervo do patrimônio deixado pelo “de cujus” e estarem em posse do réu da ação. Através desta petição busca-se a legitimação para se herdeiro e, como consequência, entregar ou restituir dos bens que lhe pertencem. Com a procedência desta ação de petição de herança culmina-se pela nulidade da partilha, pois assim o autor da ação será assegurado os direitos reclamados. Cabe salientar, que o fato de simplesmente ser omitido o nome de um herdeiro no inventário, e logo após este ser habilitado sem discussões, não há necessidade desta ação. Pois, a petição de herança só é necessária quando há pretensão é resistida, e ela será promovida, nos termos do artigo 1.001 do Código de Processo Civil, e ainda, no curso do inventário e da partilha, bem como posteriormente a ela. A ação de petição de herança, deverá ser ajuizada contra o possuidor dos bens hereditários, nos termos do artigo 1.826 do Código Civil, no qual estará obrigado à restituição dos bens do acervo, sendo que a este foi fixando a responsabilidade conforme os princípios de possuidor de boa ou de má-fé, previstas nos artigos 1.214 a 1.222 do Código Civil.
Referência Bibliográfica
VENOSA, Silvio de Salvo. Direito Civil. Direito das Sucessões. Volume VII. 7ª. edição. Editora Atlas: São Paulo.